# Pandanus clementis
Pandanus clementis är en enhjärtbladig växtart som beskrevs av Elmer Drew Merrill. Pandanus clementis ingår i släktet Pandanus och familjen Pandanaceae.
Artens utbredningsområde är Filippinerna. Inga underarter finns listade.